# サン＝ヴァンサン (イタリア)
サン＝ヴァンサン（フランス語: Saint-Vincent [sɛ̃ vɛ̃sɑ̃]）は、イタリア共和国ヴァッレ・ダオスタ州にある、人口約4,600人の基礎自治体（コムーネ）。

## 地理

### 位置・広がり

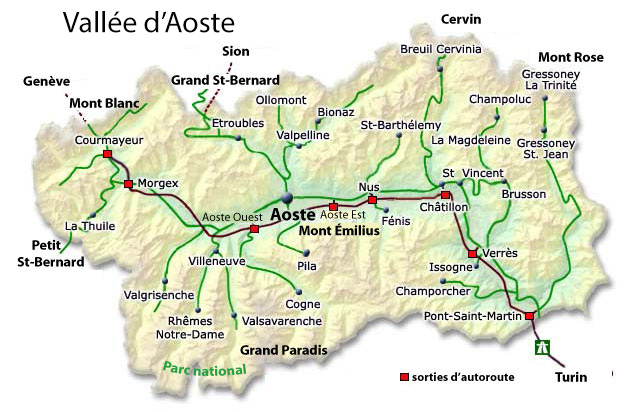
ヴァッレ・ダオスタ州地図

#### 隣接コムーネ
隣接するコムーネは以下の通り。
- アヤス
- ブリュソン
- シャティヨン
- エマレーズ
- モンジョヴェ

## 行政

### 分離集落
サン＝ヴァンサンには、以下の分離集落（フラツィオーネ）がある。
- Amay, Biègne, Capard, Champcillien, Champ-de-vignes, Cillian, Diseille, Écrevin, Feilley, Gléréyaz, Grand-Rhun, Grun, Lenty, Lérinon, Maison-Neuve, Marc, Moron, Perrière, Petit-Rhun, Romillod, Le Ronc-Dessous, Le Ronc-Dessus, Salirod, Tensoz (Teinsod), Torrent-Sec, Valmignanaz, Valère